# Dragan Čavić
Dragan Čavić (cyr. Драган Чавић) (ur. 10 marca 1958 w Zenicy) – były prezydent Republiki Serbskiej (od 28 listopada 2002 do 9 listopada, 2006). Sprawował funkcję wiceprezydenta w latach 2000–2002.